# Геворгян, Кирилл Горациевич
Кири́лл Гора́циевич Геворгя́н (род. 8 апреля 1953, Москва) — российский дипломат и юрист, судья с 2015 по 2024 год, с 2021 по 2024 год — вице-президент Международного суда ООН. Имеет дипломатический ранг чрезвычайного и полномочного посла. С 2012 по 2015 год — член Комиссии международного права ООН. Муж актрисы Марины Неёловой.

## Биография
В 1975 году окончил МГИМО МИД СССР, факультет международного права. Владеет французским и английским языками.
С 1975 года в системе МИД. Занимал различные дипломатические должности в центральном аппарате Министерства и за рубежом.
- В 1987—1992 годах — начальник отдела Департамента международного права МИД СССР.
- В 1992—1993 годах — заместитель директора Правового департамента МИД России.
- В 1993—1997 годах — советник Посольства Российской Федерации во Франции.
- В 1997—2003 годах — заместитель директора Правового департамента МИД России.
- С 20 августа 2003 по 5 ноября 2009 года — чрезвычайный и полномочный посол Российской Федерации в Королевстве Нидерландов и постоянный представитель при Организации по запрещению химического оружия (ОЗХО) в Гааге по совместительству.
- С 16 декабря 2009 по 1 февраля 2015 года — директор Правового департамента МИД России, одновременно в 2012—2015 годах член Комиссии международного права ООН.
- С 6 февраля 2015 по 6 февраля 2024 года — судья Международного суда ООН.
- С 8 февраля 2021 по 6 февраля 2024 года — вице-президент Международного суда ООН.

Вице-президент Российской ассоциации международного права. Автор ряда публикаций по международному праву. Непосредственно участвовал в разработке многочисленных многосторонних договоров и других международных документов: Римский статут Международного уголовного суда (вместе с Правилами процедуры и доказывания).

## Семья
Женат вторым браком, имеет двух дочерей. Жена — народная артистка РСФСР Марина Неёлова (род. 1947).

## Награды
- Благодарность президента Российской Федерации (5 августа 2002) — за активную и плодотворную дипломатическую деятельность на направлении СНГ[4].
- Орден Почёта (11 февраля 2008) — за большой вклад в реализацию внешнеполитического курса Российской Федерации, многолетнюю безупречную дипломатическую службу[5].
- Орден Дружбы (29 октября 2010) — за большой вклад в реализацию внешнеполитического курса Российской Федерации и многолетнюю добросовестную работу, заслуги в научно-педагогической деятельности и подготовке высококвалифицированных кадров[6].
- Почётная грамота президента Российской Федерации (20 сентября 2011) — за активную работу по защите интересов Российской Федерации[7].

## Дипломатический ранг
- Чрезвычайный и полномочный посланник 2 класса (8 октября 1998)[8].
- Чрезвычайный и полномочный посланник 1 класса (25 августа 2004)[9].
- Чрезвычайный и полномочный посол (29 августа 2007)[3].